# 김환수 (법조인)
김환수(金煥洙, 1967년 ~)는 2018년 2월에 대한민국의 대법원장비서실장에 임관 하였고 2019년 2월부터 2021년 2월까지 서울고등법원 부장판사를 마지막으로 퇴임한 변호사이다.
1967년 전라남도 함평군에서 태어난 김환수는 송원고등학교와 서울대학교 법학과를 졸업하고 1989년 제31회 사법시험에 합격하여 제21기 사법연수원과 군 법무관을 마치고 판사에 임용되어 수원지방법원, 서울지방법원에서 판사로 재직하였고  이후 부장판사에 승진하여 2005년 2월 서울고등법원, 2007년 2월 광주지방법원, 2011년 2월 서울중앙지방법원, 2014년 2월 서울동부지방법원, 2015년 2월 특허법원, 2017년 8월 서울고등법원으로 전보되어 부장판사에 재직하였다. 2008년에는 사법연수원 교수를 하였다. 2017년 9월 25일에 문재인 대통령에 의해 임명된 김명수 대법원장의 첫번째 법관 인사가 있은 2018년 2월 13일에 대법원장비서실장에 임명되었다. 2019년 2월 서울고등법원 최초의 실질대등재판부 부장판사를 역임하였다. 2021년 2월 공직 생활을 마무리한 후 변호사로 전향하였다.
2013년 5월 23일 서울중앙지방법원 부장판사 재직 중 사법 역사상 최초로 판결문에 존댓말을 사용하였다.
특허법원 수석부장판사에 재직 중이던 2017년 7월 28일에 대한민국 사법 역사상 처음으로 진행된 영어 재판에서 재판장을 맡았다.
서울변호사회가 소속 변호사를 상대로 조사한  2014년 우수 법관에 선정되어 3년 연속으로 우수 법관으로 선정된 김환수는 "판사는 사건 현장에 없었기 때문에 어떻게 보면 제일 모르는 사람이에요. 겸손한 태도로 들을 생각을 해야하는 것 같아요."라는 법관의 자세를 밝혔다.

## 주요 판결
- 서울중앙지방법원 형사합의27부 재판장으로 재직하던 2012년 12월 6일에 대한민국 제19대 국회의원 선거 당시 의정활동 보고 기간 제한을 위반한 전병헌 민주통합당 의원에게 벌금 50만원의 선고를 유예했다.[5] 2013년 7월 문재인 후보의 '사람이 먼저다'라는 선거 구호에 대해 비방한 광고를 게재한 지만원에게 유죄 4명, 무죄 3명으로 판단한 국민참여재판 배심원이 뜻을 존중하여 벌금 100만원을 선고했다.[6] 9월 13일에 서울 도심에서 비비탄총을 쏘고 난동을 부린 혐의(특수공무집행방해치상 등)로 구속 기소된 주한미군 ㄹ(26)하사에게 검찰의 구형과 같은 징역 3년을 선고했다.[7] 10월 24일에 대한민국 제18대 대통령 선거에서 인터넷 팟캐스트 나는 꼼수다를 통해 "박지만이 5촌 조카들의 살인 사건에 연루됐다"는 허위사실을 공표하고 2011년 10월에 있은 출판기념회에서 "박정희 전 대통령이 1964년 독일에 갔지만 뤼브케 대통령은 만나지도 못했다"고 발언하여 박정희 전 대통령의 명예를 훼손한 혐의로 기소된 주진우, 김어준에게 국민참여재판에서 무죄를 선고했다.[8] 2014년 2월 20일에 국가정보원 심리전단팀의 댓글 활동을 외부에 유출하여 국가정보원직원법 위반 등으로 기소된 전직 국가정보원 직원 김상욱에게 벌금 200만원을 선고했다.(서울중앙지방법원2013고합578)